# Lucca Staiger
Lucca Staiger, né le 14 juin 1988 à Blaustein, en Allemagne, est un joueur allemand de basket-ball, évoluant au poste d'arrière. 

## Carrière
Le 7 juillet 2015, il signe à Bamberg.